# Attilio Zannier
Attilio Zannier (Clauzetto, 30 dicembre 1921 – 16 settembre 1973) è stato un politico italiano.

## Biografia
Ingegnere, aveva uno studio tecnico a Spilimbergo. Esponente del Partito Socialista Democratico Italiano, venne eletto deputato alle elezioni politiche del 1963; nel 1966 confluisce con il suo partito nel PSI-PSDI Unificati, di cui è anche capogruppo alla Camera dal settembre 1967 al termine della legislatura. Con tale formazione politica viene rieletto deputato alle elezioni politiche del 1968. Dopo la fine dell'esperienza unitaria dei due partiti, rientra nel PSDI. Ricoprì il ruolo di sottosegretario al Ministero dei Lavori pubblici nel Governo Colombo, in carica dal 6 agosto 1970 al 18 febbraio 1972. In tale anno concluse il proprio mandato parlamentare.